# Il secondo libro della fantascienza
Il secondo libro della fantascienza, curato da Carlo Fruttero e Franco Lucentini e pubblicato da Einaudi nel 1961, è il seguito della celebre antologia di racconti di fantascienza Le meraviglie del possibile edita per la prima volta sempre per Einaudi nel 1959 e curata da Sergio Solmi. Contiene 32 racconti di 14 diversi autori, più una particolarissima appendice, che ospita il celebre racconto fantastico di Jorge Luis Borges La biblioteca di Babele.

## Racconti
L'autore più rappresentato è Richard Matheson, presente con nove racconti. Seguono Robert Sheckley, Fredric Brown e Ray Bradbury, con tre racconti ciascuno.
Questi i racconti, nell'ordine in cui sono inseriti nell'antologia:
- Strada buia di Arthur C. Clarke
- La montagna senza nome di Robert Sheckley
- Caleidoscopio di Ray Bradbury
- Requiem per un cacciatore di Henry Kuttner
- La stella di Arthur C. Clarke
- Bambina smarrita di Richard Matheson
- Invasione da Marte di Howard Koch
- Questione di scala di Fredric Brown
- Venusiana sola di Richard Matheson
- Onnivora di Robert Sheckley
- Il piccolo assassino di Ray Bradbury
- Caro diario di Richard Matheson
- Domenica alla frontiera di Sidney Ward (pseudonimo di Franco Lucentini)
- L'anno del diagramma di Robert A. Heinlein
- Esperimento di Fredric Brown
- Su dai canali di Richard Matheson
- Fenomeno culturale di Richard Matheson
- L'Accademia di Robert Sheckley
- Ombre sul muro di Theodore Sturgeon
- Nato d'uomo e di donna di Richard Matheson
- Memoria perduta di Peter Phillips
- Il pedone di Ray Bradbury
- L'uomo delle domeniche di Richard Matheson
- L'ultima battaglia di Robert Sheckley
- La risposta di Fredric Brown
- La nube di Arthur C. Clarke
- L'amico di Macklin di Howard Wandrei
- Regola per sopravvivere di Richard Matheson
- Una vita magnifica di Jerome Bixby
- Terzo dal sole di Richard Matheson
- Immaginatevi di Fredric Brown
- L'esperimento Quatermass di Nigel Kneale

## Antecedente e seguiti
- Le meraviglie del possibile (Einaudi, 1959);
- Il terzo libro della fantascienza. Il giardino del tempo e altri racconti, del 1983, figura sempre curato da Solmi anche se questi nel frattempo era deceduto in quanto i figli ne seguirono gli appunti, come racconta Fruttero nella "Nota all'edizione tascabile" del primo volume della serie);
- Il quarto libro della fantascienza, del 1991, a cura di Carlo Fruttero e Franco Lucentini.